# Пинская и Лунинецкая епархия
Пи́нская и Лунине́цкая епа́рхия (бел. Пінская і Лунінецкая епархія) — епархия Белорусской православной церкви. Территория епархии включает восточную часть Брестской области Беларуси с районами Барановичским, Ганцевичским, Ивановским, Ивацевичским, Лунинецким, Ляховичским, Пинским и Столинским. Территория 19,1 тыс. км².
Кафедральный город — Пинск, кафедральные соборы — Свято-Варваринский (Пинск), в честь Воздвижения Креста Господня (Лунинец). Основана в 1328 году, восстановлена 6 июля 1989 года.

## Епископы
- ? Стефан (упом. 1328)
- Феодосий (1389—1391)
- Антоний (? — 1404/1405)
- Евфимий (Окушко) (8 сентября 1412—1420)
- Иоаким (упом. 1458, 1459)
- Вассиан I (1492—1505)
- Арсений (1509—1513)
- Иона (1513 — февраль 1522)
- Вассиан II (1522 — ?)
- Макарий I Москвитянин (октябрь 1525 — 24 апреля 1528)
- Вассиан III (упом. февраль 1540—1545)
- Варлаам (1545 — ?)
- Вассиан IV (1550—1552)
- Макарий II (май 1552—1565)
- Иона (Протасович-Островский) (1566—1568)
- Макарий III (Евлашевский) (1568—1576)
- Андрей (Русин) (1576) в/у, нареченный еп
- Кирилл (Терлецкий) (8 июля 1576 — 9 мая 1585)
- Леонтий (Зиновьевич-Пельчицкий) (8 июля 1585 — август 1595)
- Иона (Гоголь) (22 октября 1595 — 9 октября 1596)[2]
- Паисий (Саховский)[3] (упом. март 1603)
- Авраамий (Лецида) (январь 1621—1633)

Пинское викариатство Минской епархии
- Михаил (Голубович) (8 сентября 1839 — 28 января 1840)
  - 1840—1918 — упразднена

Пинская епархия
- Пантелеимон (Рожновский) (кон. 1920—1922 (1939))
- Александр (Иноземцев) (1922—1939), до кон. 1922 — в/у, епископ Люблинский
- Пантелеимон (Рожновский) (17 октября 1939 — июль 1940)

Пинское викариатство Волынской епархии
- Вениамин (Новицкий) (15 июня 1941 — август 1942)

Пинская епархия
- Онисифор (Пономарев) (27 февраля — октябрь 1945)
- Даниил (Юзьвюк) (30 декабря 1945 — 18 октября 1950)
- Паисий (Образцов) (31 октября 1950 — 15 ноября 1952)
- Питирим (Свиридов) (15 ноября 1952 — 21 апреля 1959) в/у, митрополит Минский

Пинское викариатство Минской епархии
- Афанасий (Кудюк) (31 августа 1980 — 28 марта 1984)
- Константин (Хомич) (12 апреля 1987 — 6 июля 1989)

Пинская епархия
- Константин (Хомич) (6 июля 1989 — 19 февраля 1990)
- Стефан (Корзун) (4 марта 1990 — 22 апреля 2022)
- Иоанн (Хома) (22 апреля — 2 июня 2022) в/у, архиепископ Брестский
- Георгий (Войтович) (с 2 июня 2022)

## Благочиннические округа
По состоянию на октябрь 2022 года:
- Барановичский
- Ганцевичский
- Ивановский
- Ивацевичский
- Лунинецкий
- Ляховичский
- Пинский
- Столинский

## Монастыри
- Пинский Свято-Варваринский монастырь (Брестская обл., г. Пинск, ул. Горького, 43)

недействующие
- Купятицкий Введенский монастырь (мужской; деревня Купятичи, Пинский район)